# William Mackie (1799-1860)
William Henry Mackie (Kochi, 19 november 1799 – Henley Park, 24 november 1860) was een Brits pionier in West-Australië. Hij droeg al vroeg verscheidene gerechtelijke functies in de kolonie aan de rivier de Swan en maakte deel uit van de vroegste wetgevende en uitvoerende macht.

## Vroege leven
Mackie werd in 1799 in Brits-Indië geboren. Hij was de zoon van William Frederick Mackie, een arts van de Britse Oost-Indische Compagnie, en diens echtgenote, Elennora Hamilton. Mackie werd naar verwanten in Engeland gezonden om school in Londonderry en vervolgens Twickenham te lopen. Op vijftienjarige leeftijd werd hij aan het Trinity College in Cambridge ingeschreven.
In 1821 behaalde Mackie een Bachelor of Arts. Hij trad in november 1822 tot de 'Inner Temple' toe. Mackie werd echter nooit aan de Engelse balie opgenomen.

## West-Australië
Mackie arriveerde in oktober 1829, aan boord van de Caroline, in het westen van Australië. Hij werd in zijn beslissing tot migratie vermoedelijk door kapitein Frederick Irwin beïnvloed. Irwin was Mackies neef en Irwins broer was daarenboven met Mackies zuster gehuwd. De eigendommen die Mackie en Irwin invoerden en samen inbrachten, gaven hen recht op grond. Ze verkregen ongeveer 13 km² grond langs de bovenloop van de rivier de Swan, nabij Henley Park, en bijna 30 km² grond langs de rivier de Avon.
Hoewel luitenant-gouverneur James Stirlings instructies hem niet het recht gaven criminaliteit te bestraffen, richtte Stirling op 9 november 1829 een politiekorps op en duidde hij Mackie en zeven andere kolonisten als 'Justices of Peace' aan. Door een stijging van de kleine criminaliteit en openbare dronkenschap zag Stirling zich genoodzaakt 'Courts of Petty and Quarter Sessions' op te richten. Mackie werd tot voorzitter van deze tijdelijke rechtbanken aangeduid. Hij werd ook raadgever voor het lokale bestuur.
In oktober 1831 kreeg Stirling de opdracht van de Kroon een 'Legislative Council' en een 'Executive Council' op te richten. Mackie werd stichtend lid en tot 'Advocate-General' benoemd. In maart 1832 richtte het 'Legislative Council' een 'Civil Court' (Burgerlijke Rechtbank) op, geleid door de eerste 'Commissioner of the Civil Court', George Fletcher Moore. Tot dan had Stirling zelf recht over burgerlijke zaken gesproken, meestal na advies van Mackie of een van de andere magistraten te hebben ingewonnen.
In juni 1834 wisselden Mackie en Moore van functie waardoor Mackie zowel de burgerlijke als de strafrechtbank voorzat. In 1841 stelde George Grey, de gouverneur van Zuid-Australië, Mackie voor om 'Advocate-General' van Zuid-Australië te worden maar Mackie ging niet op diens voorstel in. Als voorzitter van de magistratuur en zetelend in het 'Legislative Council' had Mackie veel invloed in het tot stand komen en het hervormen van de wetgeving en het recht in de beginjaren van de kolonie. Hij kon daarvoor niet op een uitgebreide bibliotheek terugvallen. Toen West-Australië om het arbeidstekort op te lossen in 1850 een strafkolonie werd, leidde dit tot vele hervormingen.

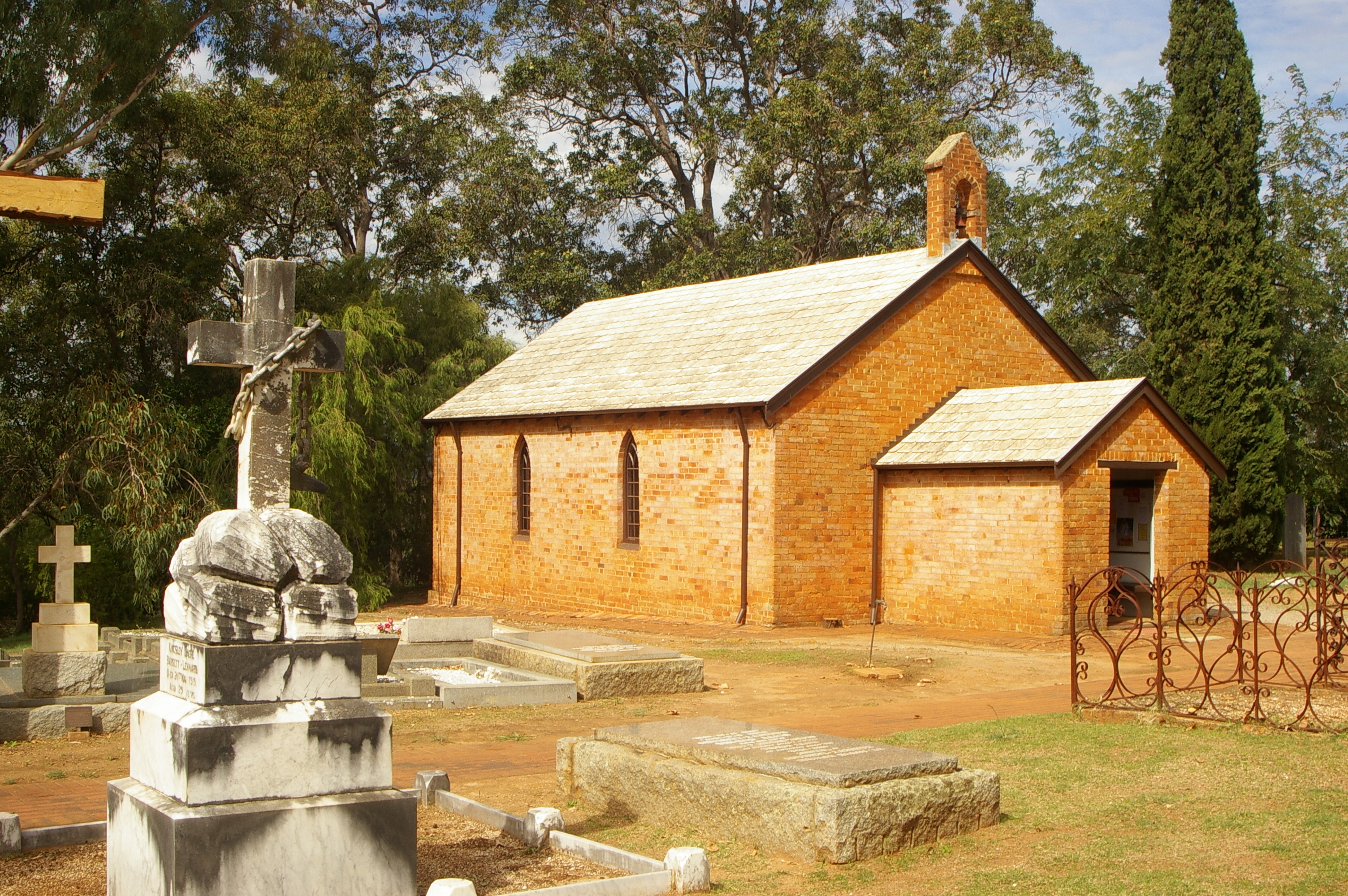
'All Saints Church' te Henley Brook

Mackie genoot hoog aanzien in de kolonie. In de jaren 1830 was hij secretaris van de 'Western Australian Book Society'. Mackie speelde een belangrijke rol in de 'Western Australian Missionary Society' die in 1836 een poging ondernam om langs de bovenloop van de Swan een Aboriginesmissie op te richten. De 'All Saints Church' werd op door hem geschonken grond gebouwd. Het kerkje opende in 1839 en is de oudste nog bestaande kerk van West-Australië. Mackie zetelde in het bestuur van de 'Vineyard Society', die in de jaren 1840 Perths 'Botanical Gardens' ontwikkelde.

## Nalatenschap
In 1857 ging Mackie vanwege gezondheidsproblemen met pensioen. Hij stierf op 24 november 1860 en werd op het kerkhof van de 'All Saints Church' begraven. Mackie was vrijgezel en liet geen vrouw of kinderen na. Hij had wel nog een neef in de kolonie, John Coningham Mackie, die een boerderij had nabij York.
Mackie Street in Perth werd naar Mackie vernoemd. De rivier de Mackie, een zijrivier van de Avon, werd door John Septimus Roe naar hem vernoemd.
- Australian Dictionary of Biography: mackie-william-henry-2410
- Trove: 1466363